# Adolf Kargel
Adolf Kargel (* 20. November 1891 in Alexandrow bei Lodz; † 19. Mai 1985 in Neufahrn bei München) war ein deutscher Journalist, Heimatforscher und Numismatiker.

## Herkunft
Adolf Kargels Vorfahren zählten zu den Deutschen im Raum Lodz, die ab dem Jahr 1815 im damaligen Kongresspolen zahlreiche Städte gründeten und bei der Industrialisierung der Region eine Schlüsselrolle übernahmen. Das Königreich Polen gehörte damals konstitutionell zum Russischen Kaiserreich. Kargel wurde in der zu dieser Zeit überwiegend von Deutschen bewohnten Stadt Alexandrow geboren. Er besuchte eine russischsprachige Grundschule und das Lodzer Deutsche Gymnasium. Zwischen 1911 und 1913 absolvierte er Studienaufenthalte in Deutschland, Österreich und Russland.

## Chefredakteur
Nach seinem Studium arbeitete Kargel zunächst in Gemeindeverwaltungen. Ende 1913 begann er bei der Lodzer Zeitung seine Tätigkeit als Redakteur. Mit der Entstehung des Regentschaftskönigreichs Polen wurde im Jahr 1915 die Lodzer Zeitung durch die Deutsche Lodzer Zeitung ersetzt, wo Kargel die Lokalredaktion übernahm. Im November 1918 war er Mitbegründer der Nachfolgezeitung Lodzer Freie Presse. Aus dieser ging wiederum die Freie Presse hervor, bei der Kargel vom 19. Mai 1923 bis zum 1. September 1939 als Chefredakteur tätig war. Die Zeitung trug ab dem Jahr 1926 den Titelzusatz „Verbreitetste deutsche Tageszeitung in Polen“.
Parallel war Kargel von 1929 bis 1933 amtierender Vorsitzender des Journalistenverbandes in Lodz (polnisch: Syndykat Dziennikarzy Rzeczypospolitej Polskiej w Łodzi; kurz: SDL). Dem Verband gehörten polnische, deutsche und jüdische Journalisten an. Bis April 1933 genoss Kargel im Lodzer Journalistenmilieu ein hohes Ansehen, trotz der zugenommenen Spannungen zwischen der polnischen Bevölkerung und der deutschen Minderheit in Polen. Unter Kargels Leitung vertrat die Freie Presse bis April 1933 eine demokratische Linie. Hierbei ist zu beachten, dass die Freie Presse wie ihre Vorgänger seit 1918 und ihre Nachfolgeblätter bis 1940 zur Libertas Verlagsgesellschaft mbH gehörte, einem von Max Winkler geschaffenen Tarnunternehmen des deutschen Auswärtigen Amts. Damit befand sich die von Kargel herausgegebene Freie Presse zu 100 % im Besitz des deutschen Staates.
So hatte die schwierige politische Lage der deutschen Minderheit nach dem Ersten Weltkrieg in Polen, bedingt durch den Verlust der früheren Vormachtstellung und die Angst vor der feindlichen Minderheitenpolitik der polnischen Regierung, einen Massenexodus der deutschen Bevölkerung nach Deutschland verursacht, bei dem allein schon bis 1926 etwa eine Million Deutsche die Westgebiete Polens verließen. Um diesen Strom der aus Polen fliehenden deutschen Bevölkerung zu stoppen, verfolgte die deutsche Politik bereits unter Gustav Stresemann das Ziel, die deutschen Minderheiten vom Verbleib in Polen zu überzeugen, aber auch um sie als Hebel für künftige Grenzrevisionen zu benutzen. Vor diesem Hintergrund repräsentierte Kargel in der Freien Presse entsprechend der Vorgaben der jeweiligen Reichsregierung bis zum Frühjahr 1933 demokratisch pro-deutsche Ansichten und etablierte das Blatt zum offiziellen Presseorgan des Deutschen Volksverbandes in Polen.
Nach Hitlers Machtergreifung kam es in Polen zu gewalttätigen Ausschreitungen gegenüber Angehörigen der deutschen Minderheit, unabhängig davon, ob diese mit dem NS-Regime in Deutschland sympathisierten oder nicht. Die Übergriffe fanden in Lodz am 9. April 1933 ihren Höhepunkt. An diesem sogenannten Schwarzen Palmsonntag demolierte eine aufgebrachte Menschenmenge deutsche Schulen, Geschäfte und evangelische Kirchen. Zu den Hot Spots gehörten die Redaktionsräume und die Druckerei der Freien Presse, deren Einrichtungen und Maschinen erheblich beschädigt wurden. Nach diesen Ereignissen schwenkte Kargel in der Freien Presse auf die Linie der nationalsozialistischen Volkstumspolitik um, was zu weiteren Spannungen mit der polnischen und jüdischen Bevölkerung im Raum Lodz führte.
Sowohl die deutsche wie die polnische Propaganda überhöhte die Bedeutung und Rolle der Polendeutschen ins Gigantische. Eine Normalisierung wurde von beiden Seiten durch die Unterzeichnung einer Pressevereinbarung im Jahr 1934 angestrebt. Darin verpflichteten sich die deutsche und die polnische Regierung auf feindliche Publizistik zu verzichten. Kargel bemühte sich in der Freien Presse daraufhin um einen gemäßigten Ton, geriet aber ständig über die politische Richtung der Zeitung mit den deutschen Behörden in Berlin und der polnischen Zensur in Konflikte.
Von Kollegen wurde Adolf Kargel als „liebenswürdiger, stiller, nobler Mann“ beschrieben, der versuchte, die politische Einengung in der Zeitung durch umfangreiche Lodzer Heimatberichte auszugleichen. Der später von den Nationalsozialisten ermordete Schriftsteller Carl Heinrich Schultz hielt im Juli 1938 in einem Gedicht über Adolf Kargel fest (Fragment):
Dieser liebe, gute Kargel,

läge lieber wohl im Sargel,

möchte die Stimme lieber dämpfen,

denn es ist nicht leicht „zu kämpfen“.

Und er schweigt, wie `n richt ́ger Weiser,

denn die Kerls vom „Wegweiser“

muss man einfach ignorieren,

nur so kann man profilieren.

## Lokalredakteur
Nach Ausbruch des Zweiten Weltkrieges wurde am 1. September 1939 die Druckerei geschlossen und Kargel von Angehörigen der polnischen Sicherheitsbehörden verhaftet. Bereits einen Tag nach dem kampflosen Einmarsch der deutschen Wehrmacht in Lodz erschien am 10. September 1939 die Freie Presse wieder. Am 24. September 1939 erhielt das Blatt erneut den Titel Deutsche Lodzer Zeitung. Kargel polnische Internierung endete erst am 25. September 1939.
Anders als in manchen Publikationen oder Zeitungsdatenbanken angegeben, ist Kargel ab diesem Zeitpunkt nicht mehr Chefredakteur gewesen und schrieb auch keine Leitartikel mehr. Aufgrund seiner Ambivalenz zu den Nationalsozialisten wurde er im Zuge der Umbenennung als langjähriger Chefredakteur abgesetzt und zum Lokalredakteur bestimmt. Gemäß späteren Angaben seiner Kollegen, soll er die Degradierung mit „der ihm eigenen Würde“ und einer gewissen Erleichterung getragen haben. Kargel gehörte im Übrigen nicht der NSDAP an. Die deutsche Staatsangehörigkeit wurde ihm, wie grundsätzlich allen so genannten Volksdeutschen in Lodz und Umgebung, im November 1939 verliehen.
Am 12. November 1939 erhielt die Zeitung erneut den Namen Lodzer Zeitung und zum 1. Januar 1940 wurde die Schreibweise in Lodscher Zeitung geändert. Nach der Umbenennung der Stadt Lodz in Litzmannstadt erschien das Blatt vom 12. April 1940 bis zum 17. Januar 1945 als Litzmannstädter Zeitung und trug fortan den Untertitel Tageszeitung der NSDAP mit den amtlichen Bekanntmachungen. Während dieser Zeit verfasste Kargel fast nur noch Heimatartikel über die Altertumsforschung und Geschichte der Lodzer Region. Sein letzter Artikel in der Litzmannstädter Zeitung erschien am 16. Januar 1945 und behandelte die Gründung der Lodzer Tuchmacher-Innung im Jahr 1825.
Eines seiner Schwerpunktthemen war der „Einfluss politischer Grenzen auf die Siedlungs- und Kulturlandschaftsentwicklung“. Hierbei ging er einerseits stets auf die „in kleinstem Raum vereinten Kulturen“ (Russen, Deutsche, Polen, Juden) ein. Anderseits überhöhte er in diesen Darstellungen die historische Bedeutung des Deutschtums, was eindeutig der nationalsozialistischen Linie der Litzmannstädter Zeitung entsprach. Einige seiner Studien erschienen auch im Ostdeutschen Beobachter. Zusammen mit dem Kirchenhistoriker Eduard Kneifel veröffentlichte Kargel im Jahr 1942 den Sammelband Deutschtum im Aufbruch – Vom Volkstumskampf der Deutschen im östlichen Wartheland, der nach dem Zweiten Weltkrieg in der Liste der auszusondernden Literatur stand.

## Numismatiker
Nach der Flucht und Vertreibung der Deutschen aus Mittel- und Osteuropa ließ sich Kargel in Hannover nieder. Er gehörte im August 1946 zu den führenden Gründungsmitgliedern des Hilfskomitees der evangelisch-lutherischen Deutschen aus Polen. Die Vereinigung ist eine Einrichtung der EKD und gibt seit Oktober 1949 die Zeitschrift Weg und Ziel heraus, deren erster Geschäftsführer Adolf Kargel war. Bis Januar 1970 redigierte er das Mitteilungsblatt und veröffentlichte selbst viele Artikel. Als Heimatvertriebener beteiligte er sich außerdem an der Gründung der Landsmannschaft Weichsel-Warthe und wirkte von 1951 bis 1957 als Sprecher des Heimatkreisausschusses Mittelpolen.
Im Wesentlichen beschäftigte sich Kargel in der Nachkriegszeit mit der Münzkunde, der er sich schon in seiner Heimat leidenschaftlich gewidmet hatte. Er war Mitglied der Numismatischen Gesellschaft zu Hannover und Verfasser zahlreicher Berichte sowie Expertisen über Münzen und archäologische Funde in verschiedenen Fachzeitschriften.
Adolf Kargel starb im Alter von 93 Jahren in Neufahrn.

## Werke (Auswahl)
- Deutsche Reigenspiele, Festbräuche und Kinderspiele aus Kongeßpolen. Verlag der Historischen Gesellschaft für Posen, Posen 1923.
- Deutschtum im Aufbruch. Hirzel, Leipzig 1942.
- Münzen erzählen. Tausend Jahre deutsch-slawische Verflechtungen in der Numismatik. Gieseking, Bielefeld 1971
- Lodz, die Stadt der Völkerbegegnung im Wandel der Geschichte. Liebig, Köln 1978.
- Alexandrow. Ein Mittelpunkt der Deutschen im Industriegebiet Lodz. Herkunft und Geschichte. Beilstein, Mönchengladbach 1980.